# Кеймбридж (Міннесота)
Кеймбридж (англ. Cambridge) — місто (англ. city) в США, в окрузі Ісанті штату Міннесота. Населення — 9611 особа (2020).

## Географія
Кеймбридж розташований за координатами 45°33′39″ пн. ш. 93°13′40″ зх. д. / 45.56083° пн. ш. 93.22778° зх. д. (45.560745, -93.227688).  За даними Бюро перепису населення США в 2010 році місто мало площу 19,88 км², з яких 19,32 км² — суходіл та 0,56 км² — водойми.

### Клімат
| Клімат : Кеймбридж      | Клімат : Кеймбридж | Клімат : Кеймбридж | Клімат : Кеймбридж | Клімат : Кеймбридж | Клімат : Кеймбридж | Клімат : Кеймбридж | Клімат : Кеймбридж | Клімат : Кеймбридж | Клімат : Кеймбридж | Клімат : Кеймбридж | Клімат : Кеймбридж | Клімат : Кеймбридж | Клімат : Кеймбридж |
| Показник                | Січ.               | Лют.               | Бер.               | Квіт.              | Трав.              | Черв.              | Лип.               | Серп.              | Вер.               | Жовт.              | Лист.              | Груд.              | Рік                |
| Абсолютний максимум, °C | 11                 | 14                 | 26                 | 33                 | 41                 | 40                 | 43                 | 39                 | 36                 | 30                 | 23                 | 16                 | 43                 |
| Середній максимум, °C   | −6,9               | −3,8               | 2,8                | 12,6               | 20,2               | 25,1               | 27,8               | 26,3               | 20,7               | 14,2               | 3,6                | −3,9               | 11,6               |
| Середня температура, °C | −12,4              | −9,5               | −2,6               | 6,5                | 13,7               | 18,7               | 21,3               | 20,0               | 14,5               | 8,2                | −1,1               | −8,8               | 5,7                |
| Середній мінімум, °C    | −17,9              | −15,2              | −8,1               | 0,4                | 7,0                | 12,3               | 14,9               | 13,7               | 8,3                | 2,3                | −5,8               | −13,6              | −0,2               |
| Абсолютний мінімум, °C  | −41                | −40                | −36                | −18                | −8                 | 0                  | 4                  | 0                  | −7                 | −13                | −30                | −40                | −41                |
| Норма опадів, мм        | 21                 | 16                 | 33                 | 60                 | 88                 | 108                | 93                 | 98                 | 80                 | 56                 | 39                 | 23                 | 716                |
| ----------------------- | ------------------ | ------------------ | ------------------ | ------------------ | ------------------ | ------------------ | ------------------ | ------------------ | ------------------ | ------------------ | ------------------ | ------------------ | ------------------ |
| Джерело:                |                    |                    |                    |                    |                    |                    |                    |                    |                    |                    |                    |                    |                    |

## Демографія
Згідно з переписом 2010 року, у місті мешкало 8111 особа в 3137 домогосподарствах у складі 1967 родин. Густота населення становила 408 осіб/км².  Було 3426 помешкань (172/км²).
Расовий склад населення:
| - 94,5 % — білих - 1,4 % — азіатів - 1,0 % — чорних або афроамериканців - 0,5 % — корінних американців |

До двох чи більше рас належало 2,1 %. Частка іспаномовних становила 1,7 % від усіх жителів.
За віковим діапазоном населення розподілялося таким чином: 26,6 % — особи молодші 18 років, 55,9 % — особи у віці 18—64 років, 17,5 % — особи у віці 65 років та старші. Медіана віку мешканця становила 34,1 року. На 100 осіб жіночої статі у місті припадало 90,1 чоловіків;  на 100 жінок у віці від 18 років та старших — 84,3 чоловіків також старших 18 років.
Середній дохід на одне домашнє господарство  становив 55 641 долар США (медіана — 43 630), а середній дохід на одну сім'ю — 68 353 долари (медіана — 52 692). Медіана доходів становила 50 327 доларів для чоловіків та 36 034 долари для жінок. За межею бідності перебувало 11,1 % осіб, у тому числі 6,0 % дітей у віці до 18 років та 11,4 % осіб у віці 65 років та старших.
Цивільне працевлаштоване населення становило 3978 осіб. Основні галузі зайнятості: освіта, охорона здоров'я та соціальна допомога — 24,2 %, роздрібна торгівля — 16,4 %, виробництво — 13,7 %, мистецтво, розваги та відпочинок — 11,8 %.